# آهنغران سفلي (مقاطعة دلفان)
آهنغران سفلي (بالفارسية: آهنگران سفلی) هي مستوطنة تقع في قسم ايتيوند الشمالي الريفي (مقاطعة دلفان) في إيران. يقدر عدد سكانها بـ 37 نسمة .